# 김위홍
김위홍(金魏弘, ? ~888년)은 남북국 시대의 신라 진성여왕 때의 왕족, 총신(寵臣), 정치가로, 본관은 경주(慶州)이다. 아버지는 의공왕(義恭王)으로 추봉된 아찬(阿飡) 김계명(金啓明)이고, 어머니는 광화부인(光和夫人)이다. 경문왕의 동생이다. 그는 경문왕의 동생이자 헌강왕, 정강왕, 진성여왕의 숙부였다. 사후 혜성왕에 추봉되었다.

## 생애
초반 생에는 정확하게 알려진 바 없다. 왕족으로 왕위계승전에서는 결국 밀려났으나 진성여왕의 숙부이자 헌강왕, 진성여왕 형제자매들에게는 유모의 남편이었다. 헌강왕 1년(875년)에 상대등이 되었으며, 후에 진성여왕의 총신이 되어 전횡하며 정치를 어지럽혔다. 진성여왕과 불륜의 관계를 맺고 대궐의 기강을 문란하게 하였다는 설이 있으며 진성여왕과 항상 정을 통하여 내전에 드나들며 권력을 장악했다.
진성여왕의 명령으로 인하여 승려 대구화상과 함께 《삼대목》(三代目)을 편찬하였다. 삼대목은 한국 문학사상 최초의 가집(歌集)으로 전한다.
죽은 후 혜성왕(惠成王)으로 추봉되었다.

## 가계
- 아버지 : 김계명(金啓明)
- 어머니 : 광화부인(光和夫人)
  - 형님,장인 : 경문왕(景文王)
  - 형수,장모 : 문의왕후(文懿王后) - 헌안왕의 딸
    - 부인 : 부호부인(鳧好夫人)
    - 조카 ,아내 : 김만(金曼) - 887년 제 51대 진성여왕 즉위

## 김위홍이 등장하는 작품
- 《태조 왕건》(KBS, 2000년~2002년, 배우:김주영)